# Данфермлајн (Илиноис)
Данфермлајн (енгл. Dunfermline) град је у америчкој савезној држави Илиноис.

## Демографија
По попису из 2010. године број становника је 300, што је 38 (14,5%) становника више него 2000. године.
| Група             | 2000.       | 2010.       |
| Белци             | 249 (95,0%) | 288 (96,0%) |
| Афроамериканци    | 0 (0,0%)    | 0 (0,0%)    |
| Азијати           | 0 (0,0%)    | 0 (0,0%)    |
| Хиспаноамериканци | 0 (0,0%)    | 0 (0,0%)    |
| Укупно            | 262         | 300         |